# Józef Sieczkowski (pilot)
Józef Sieczkowski (ur. 5 stycznia 1899 w Warszawie, zm. 3 sierpnia 1923 w Grudziądzu) – porucznik obserwator Wojska Polskiego, kawaler Orderu Virtuti Militari.

## Życiorys
Urodził się 5 stycznia 1899 w Warszawie, w rodzinie Józefa i Zuzanny z d. Gąsińska. Absolwent Szkoły Głównej Handlowej. W 1915 wstąpił do POW w Petersburgu. W styczniu 1916 został zmobilizowany do armii rosyjskiej i przydzielony do Pawłowskiej Szkoły Wojskowej. Służył w 199 pułku piechoty na froncie niemieckim.
Następnie od 15 kwietnia 1919 był żołnierzem odrodzonego Wojska Polskiego w 4 Dywizji Strzelców. Został przydzielony do 18 pułku piechoty. 16 kwietnia 1920 przydzielony do Oficerskiej Szkoły Obserwatorów Lotniczych. Od lipca 1920 walczył w składzie 3 eskadry wywiadowczej na froncie wojny polsko-bolszewickiej. Szczególnie odznaczył się w walkach w czasie ofensywy w okresie od 22 IX do 13 X 1920 i wykonaniu kilkunastu lotów bojowych, podczas których bombardował i atakował z karabinów maszynowych przeciwnika. Za tę postawę został odznaczony Orderem Virtuti Militari.
1 czerwca 1921 nadal pełnił służbę w 3 eskadrze lotniczej, a jego oddziałem macierzystym był 1 pułk lotniczy w Warszawie . 3 maja 1922 został zweryfikowany w stopniu porucznika ze starszeństwem z 1 czerwca 1919 roku i 43. lokatą w korpusie oficerów aeronautycznych. W tym samym roku pełnił służbę w 2 pułku lotniczym w Krakowie na stanowisku obserwatora 8, a następnie 14 eskadry. Od 4 maja 1923 w Wyższej Szkole Pilotów. Podczas wypadku w locie ćwiczebnym na samolocie SPAD został ciężko poparzony. Zmarł w wyniku powikłań w szpitalu w Grudziądzu. Pochowany na Cmentarzu Powązkowskim (kwatera 234-5-13). Był kawalerem.

## Awanse
- chorąży – ? 1916
- podporucznik – 3 VI 1917[1]

## Ordery i odznaczenia
- Krzyż Srebrny Orderu Wojskowego Virtuti Militari nr 1624[1] – 8 kwietnia 1921[7][8]
- Polowa Odznaka Obserwatora – pośmiertnie 11 listopada 1928 roku „za loty bojowe nad nieprzyjacielem w czasie wojny 1918–1920”[9]
- Odznaka Obserwatora – 20 października 1920[10]
- Odznaka Pilota nr 582 – pośmiertnie 21 listopada 1923[11]
- włoska Odznaka Obserwatora – 28 marca 1923[12]